# 巴杰
巴杰（阿拉伯語： Bājaⓘ）也作贝雅或贝加，是突尼斯西北部的一座城市，巴杰省省会。位于迈杰尔达河河谷地带，东距首都突尼斯市105公里，人口10万人。该城历史悠久，早在迦太基时代就已经存在。
- 巴杰清真寺